# Torneo Competencia 1936
Het Torneo Competencia 1936 was de tweede editie van deze Uruguayaanse voetbalcompetitie. Het toernooi stond enkel open voor clubs uit de Primera División. Omdat het Torneo Competencia in 1935 niet was georganiseerd was de winnaar van 1934, Club Nacional de Football, de titelverdediger. Zij werden in de halve finales uitgeschakeld door IA Sud América. Het toernooi werd gewonnen door CA Peñarol, dat in de finale met 2–1 van Sud América won.

## Teams
Aan het Torneo Competencia deden enkel ploegen mee die dat jaar speelden in de Primera División. In 1936 waren dat de volgende ploegen, die allen uit Montevideo afkomstig waren:
| Clubs                     | Clubs                     |
| ------------------------- | ------------------------- |
| CA Bella Vista            | CA Peñarol                |
| Central FC                | Racing Club de Montevideo |
| CA Defensor               | Rampla Juniors FC         |
| Montevideo Wanderers FC   | CA River Plate            |
| Club Nacional de Football | IA Sud América            |

## Toernooi-opzet
Het Torneo Competencia werd gespeeld voorafgaand aan de Primera División. De tien deelnemende clubs werden verdeeld in twee groepen van vijf teams. In de groepsfase speelde elk team één keer tegen de vier tegenstanders. De groepswinnaars en de nummers twee van beide groepen plaatsen zich voor de knock-outfase. De halve finales en de finale werden over één wedstrijd gespeeld.
Het toernooi was een Copa de la Liga; een officieel toernooi, georganiseerd door de Uruguayaanse voetbalbond (AUF).

### Groepsfase

#### Groep A
|    | Club                      | Sp. | W | G | V | Pnt. | DV | DT | DS |
| -- | ------------------------- | --- | - | - | - | ---- | -- | -- | -- |
| 1. | CA Peñarol                | 4   | 4 | 0 | 0 | 8    | 11 | 6  | +5 |
| 2. | IA Sud América            | 4   | 3 | 0 | 1 | 6    | 9  | 4  | +5 |
| 3. | Central FC                | 4   | 2 | 0 | 2 | 4    | 8  | 6  | +2 |
| 4. | CA Bella Vista            | 4   | 1 | 0 | 3 | 2    | 7  | 14 | –7 |
| 5. | Racing Club de Montevideo | 4   | 0 | 0 | 4 | 0    | 4  | 9  | –5 |

| Speelronde | Team        | Score | Team        |
| ---------- | ----------- | ----- | ----------- |
| Eerste     | Sud América | 2 - 1 | Central     |
| Eerste     | Peñarol     | 2 - 1 | Racing      |
| Tweede     | Peñarol     | 5 - 3 | Bella Vista |
| Tweede     | Central     | 2 - 1 | Racing      |
| Derde      | Peñarol     | 3 - 2 | Central     |
| Derde      | Sud América | 5 - 1 | Bella Vista |
| Vierde     | Central     | 3 - 0 | Bella Vista |
| Vierde     | Sud América | 2 - 1 | Racing      |
| Vijfde     | Peñarol     | 1 - 0 | Sud América |
| Vijfde     | Bella Vista | 3 - 1 | Racing      |

#### Groep B
|    | Club                      | Sp. | W | G | V | Pnt. | DV | DT | DS |
| -- | ------------------------- | --- | - | - | - | ---- | -- | -- | -- |
| 1. | Club Nacional de Football | 4   | 3 | 0 | 1 | 6    | 11 | 5  | +6 |
| 2. | Montevideo Wanderers FC   | 4   | 3 | 0 | 1 | 6    | 8  | 5  | +3 |
| 3. | Rampla Juniors FC         | 4   | 3 | 0 | 1 | 6    | 7  | 3  | +4 |
| 4. | CA River Plate            | 4   | 1 | 0 | 3 | 2    | 7  | 14 | –7 |
| 5. | CA Defensor               | 4   | 0 | 0 | 4 | 0    | 4  | 10 | –6 |

| Speelronde | Team                 | Score | Team                 |
| ---------- | -------------------- | ----- | -------------------- |
| Eerste     | Montevideo Wanderers | 3 - 1 | Defensor             |
| Eerste     | Rampla Juniors       | 4 - 1 | River Plate          |
| Tweede     | Nacional             | 6 - 2 | River Plate          |
| Tweede     | Rampla Juniors       | 2 - 0 | Defensor             |
| Derde      | Nacional             | 3 - 1 | Montevideo Wanderers |
| Derde      | River Plate          | 3 - 2 | Defensor             |
| Vierde     | Nacional             | 2 - 1 | Defensor             |
| Vierde     | Montevideo Wanderers | 2 - 0 | Rampla Juniors       |
| Vijfde     | Rampla Juniors       | 1 - 0 | Nacional             |
| Vijfde     | Montevideo Wanderers | 2 - 1 | River Plate          |

##### Beslissingswedstrijd
Omdat drie ploegen gelijk eindigden met zes punten, werd er tussen twee van die drie ploegen een beslissingswedstrijd gehouden. De derde ploeg (Montevideo Wanderers) was verzekerd van een plekje in de halve finales. Uiteindelijk won Nacional de beslissingswedstrijd met 3–0 en kwalificeerden zij zich ook voor de halve finales. Om de groepswinst werd geloot tussen Nacional en Wanderers. Deze loting werd door Nacional gewonnen.
| Speelronde | Team     | Score | Team           |
| ---------- | -------- | ----- | -------------- |
| Beslissing | Nacional | 3 - 0 | Rampla Juniors |

### Knock-outfase
De winnaars speelden in de halve finales tegen de nummers twee van de andere groep. De ploegen uit Groep A wonnen allebei hun halve finale en stonden in de finale voor de tweede keer dit toernooi tegenover elkaar. Net als in de groepsfase won Peñarol de wedstrijd, ditmaal met 2–1. Het was de eerste keer dat Peñarol het Torneo Competencia won.
|  | Halve finale | Halve finale              | Halve finale |  |  | Finale | Finale         | Finale |
|  |              |                           |              |  |  |        |                |        |
|  | A1           | CA Peñarol                | 2            |  |  |        |                |        |
|  | B2           | Montevideo Wanderers FC   | 0            |  |  | A1     | CA Peñarol     | 2      |
|  | A2           | IA Sud América            | 2            |  |  | A2     | IA Sud América | 1      |
|  | B2           | Club Nacional de Football | 1            |  |  |        |                |        |
|  |              |                           |              |  |  |        |                |        |
|  |              |                           |              |  |  |        |                |        |
|  |              |                           |              |  |  |        |                |        |

| Winnaar Torneo Competencia 1936 |
| ------------------------------- |
| CA Peñarol 1e titel             |